# Fernandezia hartwegii
Fernandezia hartwegii är en orkidéart som först beskrevs av Heinrich Gustav Reichenbach, och fick sitt nu gällande namn av Leslie Andrew Garay och Galfrid Clement Keyworth Dunsterville. Fernandezia hartwegii ingår i släktet Fernandezia och familjen orkidéer. Inga underarter finns listade i Catalogue of Life.